# Orgovány
Orgovány je selo u središnjoj Mađarskoj.
Zauzima površinu od 99,19 km četvornih.

## Zemljopisni položaj
Nalazi se u regiji Južni Alföld, na 46°45' sjeverne zemljopisne širine i 19°28' istočne zemljopisne dužine.

## Upravna organizacija
Upravno pripada kečkemetskoj mikroregiji u Bačko-kiškunskoj županiji. Poštanski broj je 6077.

## Stanovništvo
U Orgoványu živi 3511 stanovnika (2001.). 

## Promet
Nalazi se na kečkemetskoj uskotračnoj pruzi.